# Die Pferdebande
Die Pferdebande ist eine Kinderbuchserie der Autorin Karin Müller. Illustriert wurden die Bücher von Peter Klaucke. Die Buchreihe erschien in den Jahren 2002 bis 2010 im Egmont Schneiderbuch Verlag.

## Inhalt
In der Serie geht es um die drei Kinder, Christina Mehrtens (Chris) und die beiden Geschwister Philipp und Karolin Wildhagen, die gemeinsam Kriminalfälle lösen. Immer mit dabei sind auch ihre Pferde Wildfang, Lujah und Käffchen, sowie der Mischlingshund Mumpitz. Während Chris ihr eigenes Pferd besitzt, sind die Pferde der Geschwister Pflegepferde. Die Ergebnisse ihrer Ermittlungen halten die Mitglieder der Pferdebande im sogenannten Logbuch fest, welches ihnen bei der Verbrecherjagd eine große Hilfe ist. Es wird im Geheimversteck aufbewahrt, das sich auf dem Heuboden von Gut Hohenhain befindet. Es ist aus Strohballen aufgerichtet worden und verfügt über einen schmalen Kriechgang als Einlass. Die Geschichten spielen meist auf und in der Umgebung von Gut Hohenhain, einem Reiterhof, der Chris Eltern gehört und sich in dem fiktiven Ort Westerhain befindet.
Am Ende eines jeden Kapitels, bekommt der Leser eine Frage zu dem Kapitel gestellt und hat die Möglichkeit selbst mitzuraten. Die Antwort wird durch das Auflegen des im Buch enthaltenen Geheimdecoders (in Form eines Hufeisens) sichtbar. Auf den letzten Seiten der einzelnen Bücher befindet sich jeweils „Pferdefachwissen“. Der Leser kann hier Fachwörter und die entsprechenden Erklärungen nachschlagen. Außerdem enthält jeder Band ein Gewinnspiel am Ende des Buches.
Die Buchreihe wird von der Antolin-App des Westermann-Verlags unterstützt.

## Bücherübersicht
Neben den 20 Bänden der Reihe erschien 2009 ein Sammelband mit den ersten drei Geschichten.
| Band       | Titel                                                    | Erscheinungsjahr | ISBN                |
| ---------- | -------------------------------------------------------- | ---------------- | ------------------- |
| 1          | Die Pferdebande und das Verbrechen auf der Rennbahn      | 2002             | ISBN 978-3505117190 |
| 2          | Die Pferdebande und das Rätsel um Amarillo               | 2002             | ISBN 978-3505117206 |
| 3          | Die Pferdebande und das geheimnisvolle Pony              | 2002             | ISBN 978-3505117213 |
| 4          | Die Pferdebande und die Entführung auf Gut Hohenhain     | 2002             | ISBN 978-3505117831 |
| 5          | Die Pferdebande und die Jagd auf die Satteldiebe         | 2002             | ISBN 978-3505117848 |
| 6          | Die Pferdebande und der Betrug auf Schloss Rosenberg     | 2003             | ISBN 978-3505119125 |
| 7          | Die Pferdebande und das Geheimnis um Zirkus Lombardi     | 2003             | ISBN 978-3505119729 |
| 8          | Die Pferdebande und das Versteck im Wald                 | 2004             | ISBN 978-3505120534 |
| 9          | Die Pferdebande und die Verschwörung auf dem Reitturnier | 2004             | ISBN 978-3505120763 |
| 10         | Die Pferdebande und der rätselhafte Reiter               | 2005             | ISBN 978-3505121241 |
| 11         | Die Pferdebande und der falsche Magier                   | 2005             | ISBN 978-3505121715 |
| 12         | Die Pferdebande und die Abenteuer von Robin Rotfleck     | 2006             | ISBN 978-3505122347 |
| 13         | Die Pferdebande und der Fall Caruso                      | 2006             | ISBN 978-3505122798 |
| 14         | Die Pferdebande und der unheimliche Fremde               | 2007             | ISBN 978-3505123221 |
| 15         | Die Pferdebande und der Spuk auf der Insel               | 2007             | ISBN 978-3505123658 |
| 16         | Die Pferdebande und das Rennen am Silberweiher           | 2008             | ISBN 978-3505124396 |
| 17         | Die Pferdebande und die vertauschten Ponys               | 2008             | ISBN 978-3505124617 |
| 18         | Die Pferdebande und die Wassergeister                    | 2009             | ISBN 978-3505125645 |
| 19         | Die Pferdebande auf der Spur der Ponyhändler             | 2009             | ISBN 978-3505126253 |
| 20         | Die Pferdebande und der fremde Hengst                    | 2010             | ISBN 978-3505127151 |
| Sammelband | Die Pferdebande 01-03. Dem Rätsel auf der Spur           | 2009             | ISBN 978-3505125904 |

## Computerspiele
Die folgenden Computerspiele der Pferdebande sind erschienen:
- Die Pferdebande – Falsches Spiel bei der Pferdeshow (2004)
- Die Pferdebande – Weiße Stute in Gefahr (2005)
- Die Pferdebande und der falsche Ritter (2006)

Die drei Spiele wurden von Radon Labs entwickelt und erschienen über dtp Entertainment. Sie sind dem Adventure-Genre zuzurechnen.